# ジョン・ダルトン (ミュージシャン)
ジョン・ダルトン（John Dalton, 1943年5月21日 - ）は、イギリスのベーシスト。ピート・クウェイフの後任としてキンクスに加入したことで最もよく知られる。

## 生い立ち
ジョン・ダルトンはミドルセックスのインフィールドで生まれる。ハリー・ウェッブ（後にクリフ・リチャードとして名声を博した）と同時期にチェスハント中等学校で教育を受けた。ダルトンの望みはフルタイムのミュージシャンになることであり、1959年に彼はベースギタリストとしてダニー・キングとブルージャックスに参加した（しかしながら、2009年のインタビューで彼はそのバンドに参加したとき演奏することはできなかったと主張した）。彼はクリフ・リチャードの最初のバンドを去ったばかりのノーマン・ミサムと一緒に演奏した。

## 経歴

### ブラックジャックス、マーク・フォー (1959-1966)
ブルージャックスは地元では成功したものの、彼らがリリースした「Say Mama」、「Brand New Cadillac（ヴィンス・テイラーのロカビリー）」はチャートインすることができず、ダルトンは1962年に脱退、ミック「スパウド」トンプソン（リズムギター）、エディ・フィリップス（リードギター）、ジャック・ジョーンズ（ドラム）、ケニー・ピケット（ボーカル）らと共に、マーク・フォーを結成した。マーク・フォーはすぐにノース・ロンドンで最も人気のあるライブバンドの1つになり、ハイ・ナンバーズ（後のザ・フー）、クリフ・ベネット、レベル・ラウザーズなど、ロンドンを拠点とする他のグループと人気を分け合い、リトル・エヴァとステージを共にした。
しかし、彼らのシングルはチャートインすることができず、家族を養うのに十分な報酬を得るのは困難であった。1966年にダルトンは建築業に従事するためマーク・フォーを脱退した。その後まもなく、フィリップス、ジョーンズ、ピケットは、1960年代後半の最も影響力のあるバンドの1つであるクリエイションを結成した。

### キンクス (1966; 1969-1976)
1966年6月、ダルトンは自動車事故で足を骨折したキンクスのベーシスト、ピート・クウェイフの代役を依頼された。ダルトンは1966年6月9日にロンドンのサヴィル・ロウにあるカーリング・ミュージックで一時的な代役としてオーディションを受けた。その同じ夜、彼はBBCテレビのポップ・ミュージックの看板番組であるトップ・オブ・ザ・ポップス（ロンドンのBBCスタジオで撮影）にバンドと共に出演した。キンクスとの彼の最初のライブは、2日後にバーミンガム、キングス・ヒースのプラザで行われたが、そのためのリハーサルの時間はなかった。その後すぐにノルウェーとスペインでのツアーが行われた。彼がキンクスと一緒に参加した最初のレコーディング・セッションは、1966年6月26日、ロンドンのパイスタジオで行われた「リトル・ミス・クイーン」であった（クウェイフは2005年のインタビューで同曲でベースを演奏していると主張している）。ダルトンはまた、1966年10月28日の夜のセッションでの「危険な街角」でベースを演奏した（通常、シェル・タルミーなしで）。事故の直後、クウェイフはバンドからの脱退を発表したが、その後考えが変わり、1966年11月にバンドに復帰、ダルトンは元の仕事に戻ることとなった。
1969年、ダルトンは再びクウェイフに代わってキンクスに加入した。今回は正式メンバーとなった。彼は1969年4月5日に、テレビ番組「It's Dee Time」にバンドと共に出演した。このときの演奏は当て振りであった。彼の最初のレコーディング・セッションは1969年5月にパイの第2スタジオで行われた、「ドライヴィン」と「母の腕の中に」であった。ダルトンは6月のほとんどを『アーサー、もしくは大英帝国の衰退ならびに滅亡』のレコーディングに費やした。彼が参加した最初のツアーは10月17日のニューヨーク、フィルモア・イーストから始まった。ツアーは9週間続き、ロサンゼルスのウィスキー・ア・ゴー・ゴーやサンフランシスコのフィルモア・ウェストなどの会場が含まれていた。彼は1969年の残りから1970年代にかけてキンクスと演奏を続け、「ヴィクトリア」、「ローラ」、「エイプマン」、「セルロイドの英雄」、「スーパーソニック・ロケット・シップ」などの有名な曲でベースを演奏した。
1976年11月8日、ダルトンは1976年の夏のほとんどを『スリープウォーカー』のリハーサルとレコーディングに費やした後、キンクスを脱退した。彼の後任は元ブロードウィン・ピッグのベーシスト、アンディ・パイルであった。

### キンクス脱退後 (1979-2019)
ダルトンは今でも音楽業界で活躍している。 彼はカスト・オフ・キンクスのフロントマン兼ベースプレーヤーであり、ミック・エイヴォリー（キンクスの元ドラマー）、ジョン・ゴスリング（キンクスの元キーボードプレーヤー）、ヴォーカリスト/ギタリストのデイヴ・クラーク（元ティム・ローズのサイドマン）も出演している。 彼とゴスリングは2008年にカスト・オフ・キンクスを脱退し、キンクスで彼らの後任となったジム・ロッドフォードとイアン・ギボンズがカスト・オフ・キンクスでも後任となった。しかし、ダルトンはまだバンドで演奏している（ロッドフォードは2018年1月20日に死去した）。
2003年から2008年5月まで、ダルトンはロックンロールバンドの5％ボリュームで、ケビン・リーク（元セミナー）、ウォル・ウェブスター（元ブルース・ブラザーズ、エディ・フロイド、ジェス・コンラッド）、トニー 'ボーンズ' パレット（ジョー・パレットの息子、オリジナルのダニー・キング）らと共演した。

## 参照
1. ↑  Stephen Erlewine. “The Kinks Biography on All Music.com”. AllMusic. 2009年11月20日閲覧。
2. ↑  “Archived copy”. 2011年8月19日時点のオリジナルよりアーカイブ。2009年10月7日閲覧。